# オッサーナ
オッサーナ（イタリア語: Ossana）は、イタリア共和国トレンティーノ＝アルト・アディジェ州トレント自治県にある、人口約800人の基礎自治体（コムーネ）。

## 地理

### 位置・広がり
トレント自治県北西部、ヴァル・ディ・ソーレに位置するコムーネ。ヴァル・ディ・ソーレの中心地であるマレから西南西へ15km、県都トレントから北西へ39kmの距離にある。

#### 隣接コムーネ
隣接するコムーネは以下の通り。
- カリゾーロ
- ペーイオ
- ペッリッツァーノ
- ピンツォーロ
- ヴェルミーリオ

## 行政

### Comunita di valle
トレント自治県が設置した広域行政組織 Comunita di valle 「ヴァル・ディ・ソーレ」 (it:Comunita della Val di Sole) （事務所所在地: マレ）に属する。